# Eadestown
Eadestown är en ort i republiken Irland.   Den ligger i grevskapet Kildare och provinsen Leinster, i den östra delen av landet, 26 km sydväst om huvudstaden Dublin. Eadestown ligger 175 meter över havet och antalet invånare är 5 346.
Terrängen runt Eadestown är platt västerut, men österut är den kuperad. Runt Eadestown är det ganska glesbefolkat, med 47 invånare per kvadratkilometer. Närmaste större samhälle är Tallaght, 16,4 km nordost om Eadestown. Trakten runt Eadestown består i huvudsak av gräsmarker.